# Christina Hering
Christina Hering (ur. 9 października 1994 w Monachium) – niemiecka lekkoatletka specjalizująca się w biegach średniodystansowych.

## Przebieg kariery sportowej
W 2013 zdobyła brąz w biegu na 800 metrów oraz w sztafecie 4 × 400 metrów podczas mistrzostw Europy juniorów w Rieti. Brązowa medalistka młodzieżowych mistrzostw Starego Kontynentu (2015). W tym samym roku osiągnęła półfinał rozgrywanych w Pekinie mistrzostw świata. Na eliminacjach zakończyła swój występ podczas halowego czempionatu światowego w Portland, a na półfinale w mistrzostwach Europy w Amsterdamie (2016) i rok później w Londynie podczas światowego czempionatu.
Złota medalistka mistrzostw Niemiec oraz reprezentantka kraju w IAAF World Relays.
Rekordy życiowe: bieg na 800 metrów (stadion) – 1:59,41 (21 sierpnia 2019, Pfungstadt); bieg na 800 metrów (hala) – 2:00,93 (20 lutego 2016, Glasgow); bieg na 400 metrów – 52,91 (14 czerwca 2015, Wetzlar).

## Osiągnięcia
| Rok  | Impreza                                 | Miejsce        | Konkurencja        | Pozycja    | Wynik   |
| ---- | --------------------------------------- | -------------- | ------------------ | ---------- | ------- |
| 2013 | Mistrzostwa Europy juniorów             | Rieti          | bieg na 800 m      | 3. miejsce | 2:03,11 |
| 2013 | Mistrzostwa Europy juniorów             | Rieti          | sztafeta 4 × 400 m | 3. miejsce | 3:33,40 |
| 2015 | Młodzieżowe mistrzostwa Europy          | Tallinn        | bieg na 800 m      | 3. miejsce | 2:00,88 |
| 2015 | Młodzieżowe mistrzostwa Europy          | Tallinn        | sztafeta 4 × 400 m | 4. miejsce | 3:32,01 |
| 2015 | Mistrzostwa świata                      | Pekin          | bieg na 800 m      | półfinał   | 2:00,81 |
| 2016 | Halowe mistrzostwa świata               | Portland       | bieg na 800 m      | eliminacje | 2:05,39 |
| 2016 | Mistrzostwa Europy                      | Amsterdam      | bieg na 800 m      | półfinał   | 2:02,56 |
| 2016 | Igrzyska olimpijskie                    | Rio de Janeiro | bieg na 800 m      | eliminacje | 2:01,04 |
| 2017 | Superliga drużynowych mistrzostw Europy | Lille          | bieg na 800 m      | 5. miejsce | 2:04,19 |
| 2017 | Mistrzostwa świata                      | Londyn         | bieg na 800 m      | półfinał   | 2:02,69 |
| 2017 | Uniwersjada                             | Tajpej         | bieg na 800 m      | 8. miejsce | 2:04,76 |
| 2018 | Mistrzostwa Europy                      | Berlin         | bieg na 800 m      | półfinał   | 2:04,04 |
| 2019 | Uniwersjada                             | Neapol         | bieg na 800 m      | 2. miejsce | 2:01,87 |
| 2019 | Superliga drużynowych mistrzostw Europy | Bydgoszcz      | bieg na 800 m      | 3. miejsce | 2:01,77 |
| 2019 | Mistrzostwa świata                      | Doha           | bieg na 800 m      | eliminacje | 2:03,15 |
| 2021 | Halowe mistrzostwa Europy               | Toruń          | bieg na 800 m      | półfinał   | 2:03,67 |
| 2021 | Superliga drużynowych mistrzostw Europy | Chorzów        | bieg na 800 m      | –          | DQ      |
| 2021 | Igrzyska olimpijskie                    | Tokio          | bieg na 800 m      | eliminacje | 2:02,23 |
| 2022 | Mistrzostwa świata                      | Eugene         | bieg na 800 m      | półfinał   | 2:01,57 |
| 2022 | Mistrzostwa Europy                      | Monachium      | bieg na 800 m      | 7. miejsce | 2:00,82 |
| 2023 | Mistrzostwa świata                      | Budapeszt      | bieg na 800 m      | półfinał   | 2:01,66 |